# Distrito de Ninabamba (La Mar)
El distrito peruano de Ninabamba es un distrito de la provincia de La Mar, al noreste del departamento de Ayacucho.

## Historia
Fue creado mediante la Ley n. ° 31137 del 15 de marzo de 2021 por aprobación del Congreso de la República y publicado en el diario oficial El Peruano, durante el gobierno del presidente Francisco Sagasti.
ASÍ COMIENZA NINABAMBA...
El primer propietario de la Hacienda Ninabamba (La Mar) fue Pedro Díaz de Rojas quien acumuló tierras desde la fundación de Huamanga (1539) La Hacienda de Ninabamba pasó por tres generaciones, hasta la transacción a los Jesuitas en 1628. Del Río, Alejandro en su trabajo “Ninabamba (Una hacienda Jesuita del siglo XVIII-Huamanga” dice: “Ninabamba, ejerció control sobre varios pisos ecológicos, a través de sus tierras anexas. Controlaba alturas que iban de los 800 hasta los 4 000 m.s.n.m., lo cual facilitó disponer de diferentes productos destinados a conseguir, entre otros objetivos, su autoabastecimiento” (Del Río 1986: 50) Los Jesuitas, Compañía de Jesús, fueron los dueños de esta hacienda hasta su expulsión en 1767. Después de la expulsión de los jesuitas se formó: “La Junta de Temporalidad de Huamanga, encargará de la administración de la hacienda Ninabamba, desde setiembre de 1767 hasta julio de 1775, fecha en que fue vendida”. La Junta de Temporalidad compuesta por nueve trabajadores como: administrador, capellán, sacristán, mayordomo de pampa, mayordomo de puna, carpintero y sacristán, despensero de la casa, herrero y barbero (ganando 50 pesos) La administración fue una calamidad que no rebasó el proceso mercantil que habían impreso los jesuitas en lo económico. Ante esas consideraciones de poca rentabilidad, la Junta de Temporalidad desde Huamanga, ordena tasar y valorizar la hacienda de Ninabamba. “La hacienda de Ninabamba fue comprada en 1775 por Francisco Gómez Carrasco en 41 050 pesos, tal como se desprende del contrato de compra y venta” “Luego de la expulsión de los jesuitas de la región, todas sus propiedades fueron secuestradas por la Junta de Temporalidades de Huamanga, quien a partir de 1771 comenzó a vender cada una de ellas, totalizando en conjunto, varios miles de pesos Posteriormente sus descendientes, deciden fragmentar la hacienda en varios herederos. Llegado al poder, del Gral. Velazco Alvarado Los campesinos trabajadores de esas haciendas ven con entusiasmo el gobierno de Belaunde, pero su reforma agraria terminó en nada. Apoyan al golpe militar de Velazco y las haciendas con escisión de Ninabamba, desaparecen definitivamente con el movimiento de Sendero Luminoso.
Ninabamba descendencia de Wari, Incas, conquistadores. Sobrevivió al asedio de Manco Inca a Huamanga, el asedio senderista en los 80; dio inicio su vida organizacional como cooperativa que emergió hacia otro nivel organizacional de comunidad Campesina. Tras un trabajo realizado por los diferentes dirigentes, entre ellos; Zenobio Lizana Casaverde, Felipe Marapi Arango, Leonilda Arango Córdova, Amadeo Pino Cabrera y Don Claudio Sanchez; dirigidos por el afán de buscar el desarrollo organizacional de la comunidad, lograron la ascendencia a Centro Poblado (el 14 de julio del año 2000 resolución otorgado por la Municipalidad Provincial La Mar San Miguel). La llegada de nuevas personalidades joven-entusiastas con liderazgo, encaminaron su nueva ascendencia organizacional; a la categoría de Distrito (creado por ley N°31137 publicada el 16 de marzo del 2021), conformado por sus autoridades transitorios:
- Miguel Ángel Medina Argumedo: Presidente transitorio.
- Felipe Marapi Arango: Vicepresidente Transitorio.
- Yef Anderson Lizana Guillen: Fiscal Transitorio.
- Ignacio Vargas Araujo: Secretario Transitorio.

En cuanto a su cadena productiva y economía agraria; actualmente cuenta Con una potencialidad única en el cultivo y manejo de palto variedad “HASS” de calidad exportable hacia los continentes de América, Europa y Asia.